# 毛利元宣
毛利 元宣（もうり もとのぶ）は、江戸時代前期の武士。長州藩一門家老である厚狭毛利家の3代当主。
父は毛利元就の八男である毛利元康（末次元康）。母は父・元康の側室である心性院。正室は右田毛利家当主・毛利元政の娘。

## 生涯
慶長3年（1598年）、毛利元康（末次元康）の子として、備後国深津郡深津において生まれる。
慶長6年（1601年）1月13日、父・元康が大坂で死去したため、5歳で家督と長門国厚狭郡の荒滝城付近の7700石の所領を相続した。以後、長州藩主・毛利秀就、綱広に加判役（家老）として仕えた。
慶長10年（1605年）12月14日、同年の五郎太石事件の後に毛利氏家臣団や有力寺社の総勢820名が連署して毛利氏への忠誠や様々な取り決めを記した連署起請文において、元宣は最後から2番目である819番目に「毛利七藏」と署名している。
慶長20年（1615年）4月14日に書かれた、毛利一門が毛利元就の遺訓に従い毛利家へ別心を抱かない旨を誓った連署起請文において「毛利兵庫頭元宣」と署名している。
しかし、元和3年（1617年）に行われた馬揃えにおける不首尾から知行の半ばを没収されたため、元和8年（1622年）の分限帳には元宣の知行が3000石と記されている。
寛永2年（1625年）、藩主・秀就より長門国厚狭郡に知行6000石を与えられ、代々領したため、元宣の家系は「厚狭毛利家」と通称されるようになる。また、萩城大手門前の四本松に屋敷があったことから「四本松毛利家」とも呼ばれた。
慶安4年（1651年）4月20日に将軍・徳川家光が死去すると、藩主・綱広の命で周防国山口の氷上山興隆寺にて法要を行う。また、万治元年（1659年）6月28日に大老・井伊直孝が死去すると、藩主・綱広の名代として彦根を訪れ焼香した。
寛文5年（1665年）、嫡男の元勝に家督を譲って隠居し、寛文7年（1667年）7月27日に死去。享年70。 長門国厚狭郡の宝珠山洞玄寺に葬られた。

## 系譜
- 父：毛利元康（1560-1601）
- 母：心性院（?-1660） - 毛利元康の側室。京都の蒲生某の娘[1]。万治3年4月12日（1660年5月20日）に死去[1]。長門国厚狭郡の宝珠山洞玄寺に葬られる[1]。法名は心性院虚舟宗白[1]。
- 正室：純正院（?-1661） - 右田毛利家当主・毛利元政（天野元政）の長女[1]。万治4年1月19日（1661年2月18日）に死去[1]。長門国萩の天樹院下屋敷墓地に葬られる[1]。法号は純正院殿妙徳日円[1]。
  - 長女：虎子 - 早世[4]。
  - 次女：石子 - 早世[4]。
  - 三女：松子 - 早世[4]。
  - 長男：毛利長鶴丸 - 早世[4]。
  - 次男：毛利宮亀丸 - 早世[4]。
- 側室：緑樹院（?-1622） - 京都生まれで、病により帰洛し、元和8年8月19日（1622年9月24日）に死去[1]。長門国厚狭郡の妙慶寺（後の妙慶院貞源寺）に葬られる[4]。法名は緑樹院殿雲它妙慶大姉[4]。
  - 四女：菊子（?-1667） - 長州藩士・宍戸就方の正室となるが離縁[4]。寛文7年8月29日（1667年10月16日）に死去[4]。法名は月桂院瑚閣妙珊[4]。
- 側室：清光院（?-1656） - 土佐藩士・麻田某の娘[4]。明暦2年8月29日（1656年10月16日）に死去[4]。長門国厚狭郡の清涼寺（後の妙徳寺、厚狭毛利家菩提所）に葬られる[4]。法号は清光院殿妙察日崇[4]。
  - 五女：長子（?-1647） - 正保4年7月29日（1647年8月29日）に早世[4]。長門国厚狭郡の宝珠山洞玄寺（厚狭毛利家墓所）に葬られる[4]。法名は光明院月崇照寿[4]。
  - 六女：増子（?-1660） - 長州藩士・阿曽沼秀光の継室[4]。万治3年7月3日（1660年8月8日）に死去[4]。法名は宝池院蓮誉貞寿[4]。
- 側室：清涼院（？-1646） - 神代某の娘[4]。正保3年6月28日（1646年8月9日）に死去[4]。長門国厚狭郡の清涼寺（後の妙徳寺、厚狭毛利家菩提所）に葬られる[4]。法号は清涼院妙受日了[4]。
  - 三男：毛利元勝（1646-1698） - 厚狭毛利家4代当主。
- 側室：智光院（?-1656） - 長州藩士・雑賀元相の次女[4]。明暦2年6月19日（1656年8月9日）に死去[4]。長門国厚狭郡の宝珠山洞玄寺に葬られる[4]。法名は智光院殿観窓妙真[4]。
  - 四男：毛利元衡（?-1685） - 幼名は吉十郎[4]。通称は左京、権兵衛[4]。貞享2年6月27日（1685年7月28日）に死去[4]。長門国厚狭郡の清涼寺（後の妙徳寺、厚狭毛利家菩提所）に葬られる[4]。法号は広阮院法岸日了[4]。
  - 八女：千子（?-1733） - 長州藩士・清水就治の継室となるが離縁[4]。享保18年10月22日（1733年11月28日）に死去[4]。長門国厚狭郡の宝珠山洞玄寺（厚狭毛利家墓所）に葬られる[4]。法名は空華院実相貞心[4]。
- 母不明の子
  - 七女：熊子（?-1690） - 長州藩士・児玉就征の継室となるが離縁[4]。元禄3年11月15日（1690年12月15日）に死去[4]。長門国厚狭郡の宝珠山洞玄寺に葬られる[4]。法名は梅心院雪珊霊中[4]。